# Hamburg-Hummelsbüttel
Hamburg-Hummelsbüttel is een wijk in het stadsdistrict Hamburg-Wandsbek van de stad Hamburg. Hummelsbüttel ligt in het noorden van de stad en telt 18.538 inwoners.
De wijk behoort tot het Alstertalgebied, de Alster stroomt langs de zuidrand.

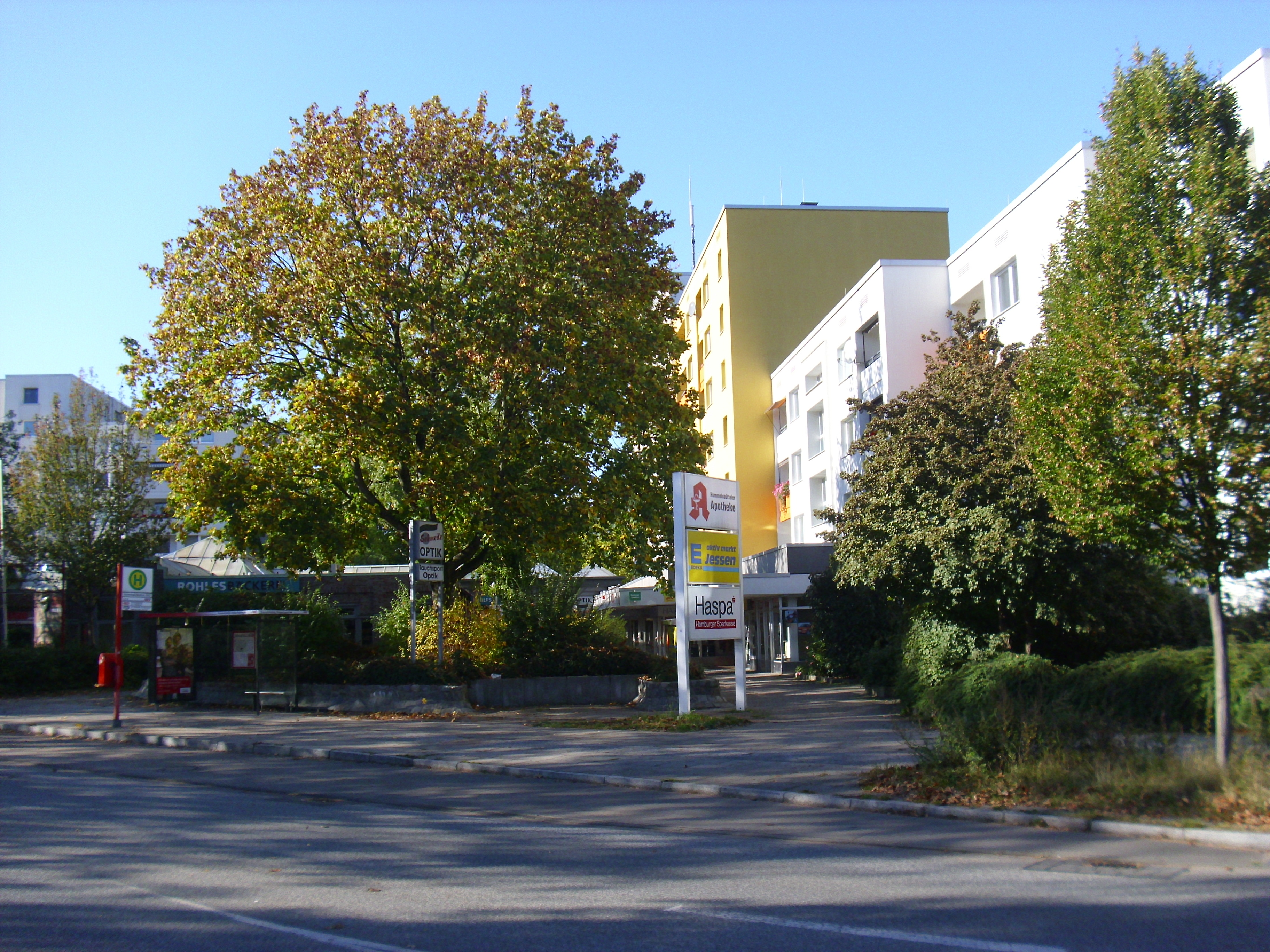
Centrum van Hummelsbüttel

## Geschiedenis
Voor het eerst vermeld in 1319 als 'Humersbotle' maar de naam wijst op een Saksische oorsprong.
In de eerste helft van de 14e eeuw behoorden de Ridders van Hummelsbüttel tot de machtigste van Holstein. Van midden 14e eeuw tot begin 16e eeuw werd het dorp beheerd door het Klooster Harvestehude. Vanaf de opheffing van het klooster in 1528 behoorde het tot het Graafschap Holstein-Pinneberg en vanaf 1640 tot Denemarken.
Vanaf de 17e eeuw werd begonnen met steenbakkerijen voor de bouw in Hamburg, waardoor het niet langer een puur landbouwersdorp was.
In 1867 werd het na de annexatie door Pruisen ingedeeld bij de Kreis Stormarn en in 1937 werd het een deel van Hamburg.
Vanaf de jaren 1950 verdween het dorpskarakter door de bouw van meergezinswoningen.

## Bezienswaardigheden

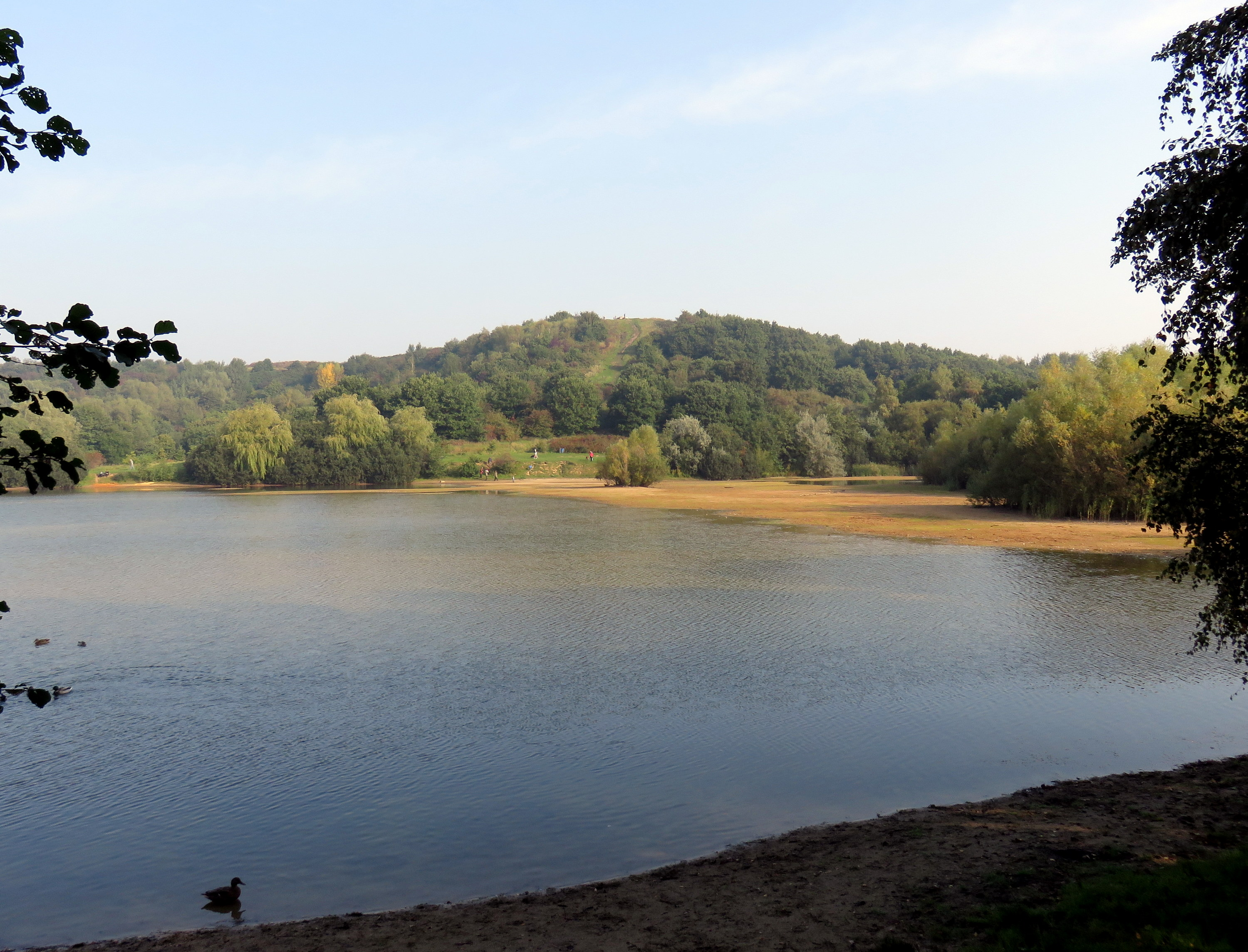
Müllberg en Hummelsee

- Opvallend zijn een 30-tal nog bestaande Deense grensstenen: 1,2 m hoog en voorzien van het Deense koningswapen.
- De beschermde Christophoruskerk.
- Een groot deel van Hummelsbüttel is beschermd als landschap, met onder andere de 'Müllberg' en de 'Hummelsee', en de als natuurgebied beschermde Raakmoor en Hummelsbüttler Moore.

## Verkeer
Op het grondgebied van Hummelsbüttel liggen geen autosnelwegen of B-wegen. Er zijn evenmin spoorweg- of metrostations, maar de wijk wordt bediend door een 7-tal buslijnen.

## Referentie
Bergstedt · Bramfeld · Duvenstedt · Eilbek · Farmsen-Berne · Hummelsbüttel · Jenfeld · Lemsahl-Mellingstedt · Marienthal · Poppenbüttel · Rahlstedt · Sasel · Steilshoop · Tonndorf · Volksdorf · Wandsbek · Wellingsbüttel · Wohldorf-Ohlstedt